# Czerniec (jezioro)
Czerniec (niem. Schwarzer See) – jezioro w Polsce, położone województwie warmińsko-mazurskim, w powiecie ostródzkim, w gminie Małdyty, na południe od osady Potajny. 
Jezioro to w połowie XX w. miało powierzchnię około jednego ha.